# Humboldt (Saskatchewan)

Humboldt é uma cidade do Canadá, província de Saskatchewan, localizado 113 km leste de Saskatoon. Sua área é de 11.66 km², e sua população é de 5,161 habitantes (do censo nacional de 2001).